# Necrópolis de La Joya
La Necrópolis de La Joya es una necrópolis tartésica del período orientalizante situada en el cabezo del mismo nombre en la ciudad de Huelva.  Está considerada como uno de los yacimientos más famosos e importantes de la península ibérica pues demuestra un proceso de mestizaje entre el mundo indígena tartesio y la posterior aportación fenicia. El tipo de enterramiento es de incineración en urnas y esta fechada en el siglo VII-VI a. C.

## Historia

### Antecedentes
Los asentamientos más antiguos ocupados por los Tartessos en el sur de la Península datan de finales de la Edad del Bronce. Se trata de poblados compuestos por cabañas de planta oval o circular, excavadas en el suelo a poca profundidad, con paredes y techumbres construidas con entramado vegetal cubierto de barro y sin una organización clara del espacio o distinción de áreas por actividades. Algunos de estos poblados son muy antiguos y, como Setefilla, Carmo, Montemolín. Posteriormente, sobre el siglo IX a. C., ocuparon los cabezos de Huelva, el Carambolo, Cerro Macareno, y Valencina de la Concepción. En estos últimos poblados se pueden encontrar modificaciones importantes en la técnica de construcción de las casas que pasan a ser de planta cuadrada o rectangular y de diferentes materiales. Aun así se desconoce si se debe a una nueva distribución del espacio.

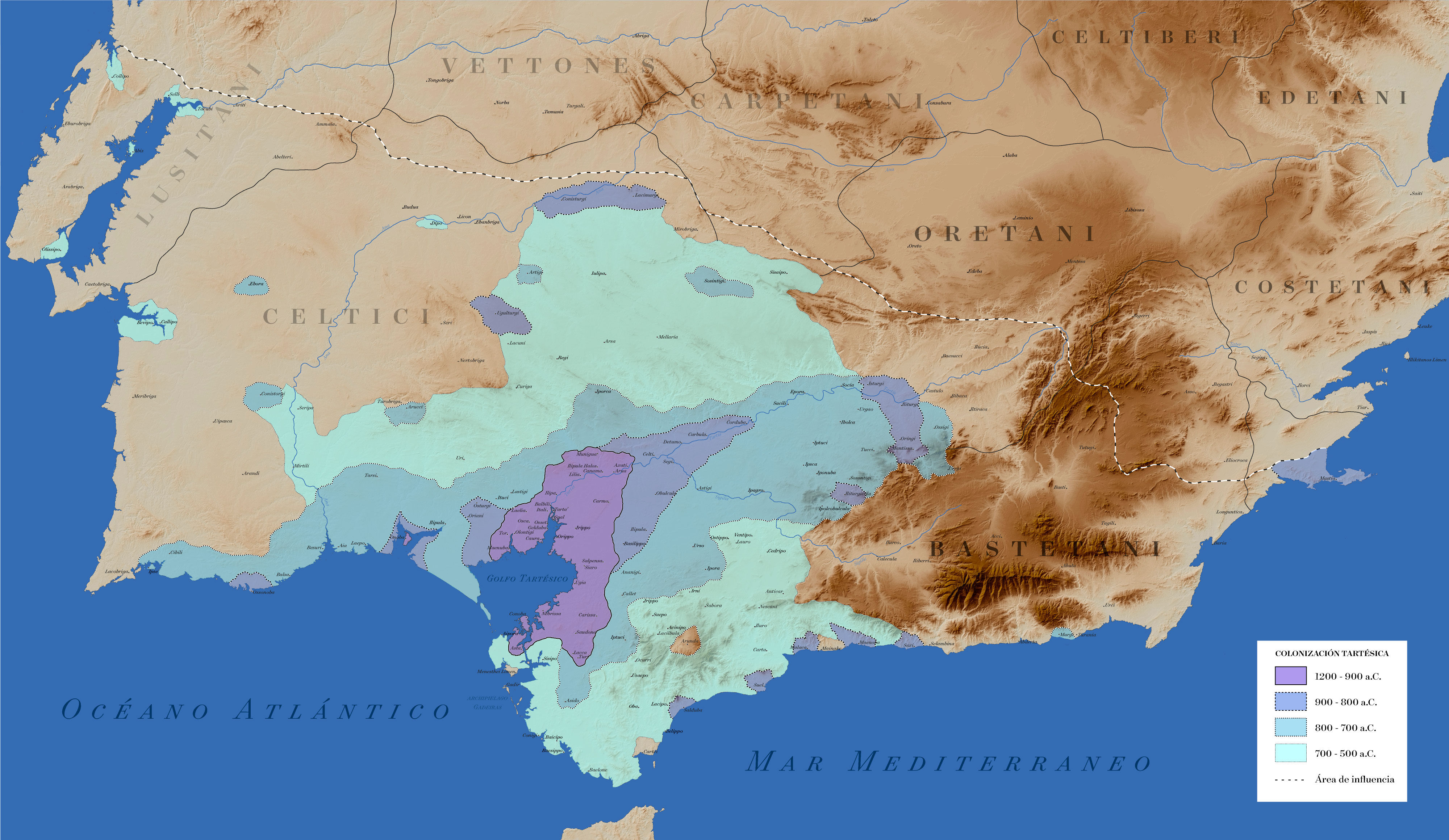
Extensión de los asentamientos tartésicos 1200 a. C.-500 a. C.

Dada la situación geográfica, los cabezos de Huelva proporcionaron un excelente lugar para ser poblados desde la Prehistoria pues desde ellos se tenía una panorámica del Golfo de Cádiz y del continental más próximo. Además la orografía proporcionó la existencia de un puerto resguardado en la Ría de Huelva que se convirtió en enclave comercial con otras civilizaciones del Mediterráneo atraídas por su proximidad a la Faja Pirítica Ibérica que venía siendo explotada desde la Prehistoria.
El período orientalizante en la península ibérica abarca los siglos VIII, VII y VI a. C.. Tuvo una gran importancia sociocultural transformando las culturas del Bronce en las más desarrolladas propias del Hierro Antiguo y de la segunda Edad del Hierro mediante la importación de objetos provienen directamente del Mediterráneo Oriental (Chipre, Fenicia y Siria) si bien en el caso de Tartessos son el resultado de copias realizadas por los propios indígenas surpeninsulares.
Según Aubet, el periodo orientalizante tartésico se ha de interpretar en el contexto de una élite indígena situada en la cúspide de una sociedad jerarquizada que dominaba sus propios recursos económicos. Enfrentada ante los exóticos estímulos socioculturales que los fenicios les ofrecieron procedentes del levante, respondió adoptando su ideología e integrándose en sus circuitos comerciales, que abarcaban todo el Mediterráneo.
En las necrópolis de dicho período encontramos una diversidad de ritos y estructuras funerarias, llegando incluso a aparecer dentro de una misma tumba incineración e inhumación. En las tumbas aparecen jarras, estatuillas de bronce, páteras y joyas de oro y plata junto a recipientes para esencias y cosméticos junto a ánforas, telas y amuletos que vendrían a demostrar la coexistencia de varias culturas o la mera aculturación, si bien para algunos autores es un término que se usa muy a la ligera, de la cultura asirio-fenicia. Entre el 700 a. C. y el 500 a. C. las manifestaciones más notorias.
Los prototipos originarios de este tipo de tumbas se remontan a los s. XV-XIV a. C., en el Norte de Siria (Karkemish, Ugarit, Deve Hüyük y Hama) y fue adoptada por los fenicios entre los Siglos VIII-VII a. C.

### Descubrimiento
En 1945 se halló por casualidad debido al desmoronamiento de un talud una tumba (a partir de ahora tumba n.º 1) de incineración e indujo a los arqueólogos a realizar a partir de 1960 excavaciones en los distintos cabezos que se encuentran en la ciudad de Huelva. Las excavaciones, lideradas por J. P. Garrido y E. M. Horta, se centraron en las partes que debidas al incremento de la expansión de la ciudad corrían un serio peligro. En el cabezo de La Joya, situado en el sector poblacional más antiguo de la ciudad y a unos 500 metros del Cabezo de la Esperanza, se encontró una necrópolis que se fechó entre los siglos VII-VI a. C., pero el trabajo sistemático se empezó a realizar a finales de diciembre de 1966. 
La constitución geológica del cabezo que esta 56 metros sobre el nivel del mar está formada en la parte superior de una capa de cuarcitas cuaternarias impregnadas de óxido de hierro que fue retirada para aprovechar la grava. Es en esas capas donde se encontraron las sepulturas lo que indicó que se conservaron solo un pequeño sector de éstas y que sin duda la necrópolis era más extensa. 
En total, en La Joya fueron excavadas 19 tumbas en el siglo XX, entre las que destaca la número 17 por su riqueza. En cuanto a las características de las tumbas, predominan las incineraciones sobre las inhumaciones y presentan una abundancia de ajuares funerarios de gran riqueza de materiales (bronce, plata, oro, marfil, alabastro, huevos de avestruz) que nos indicarían el origen aristocrático de las tumbas.
Las urnas de la necrópolis, que se depositaron en hoyos de tamaño más o menos circular y a escasa profundidad, fueron descubiertas en 1960. Se hallaban sujetas verticalmente por lajas.  y contenían un ajuar muy rico que reflejaban las influencias fenicias, que a su vez asimilaron las asirias, tanto en materiales como en la estructura de algunas tumbas pues guarda relación con la necrópolis de Salamina pero no se puede descartar aportes de los propios tartesos como la cerámica hechas a mano.
Las estelas grabadas con figuras humanas portando armas y llevando un carro de guerra tirado por caballos, son característico del cuadrante suroccidental de Iberia durante la Edad de Bronce Final y comienzos del período orientalizante y si bien durante los siglos VII y VI a. C. no se conoce ninguna representación en estelas u otra representación artística en la necrópolis de La Joya se hallan algunos elementos de un carro decorado de bronce. El principal problema es que no parecen corresponder al típico carro de guerra utilizado por los pueblos del Oriente Próximo, ni a los representados en las estelas si no a carros funerarios, quizás ceremoniales, usados para transportar el cadáver a juzgar por el desgaste sufrido en los diferentes objetos encontrados.
Además de la riqueza arqueológica que alberga, el cabezo de La Joya contiene un número importante de valores geológicos y naturales que conforman un paisaje único. Existe una variedad de rocas sedimentarias; y un registro paleontológico diverso y accesible, dentro del que destaca el hallazgo de varios ejemplares de ballena, muestra de la parte final de un depósito que tiene lugar entre los 7,5 y 2,6 millones de años.

### Actualidad
Este paisaje se ha transformado considerablemente a lo largo del tiempo debido a la acción del hombre que ha hecho que hayan desaparecido este y otros cabezos de Huelva como es el de La Esperanza donde se encuentra otro yacimiento arqueológico. La destrucción o alteración de los cabezos ha llegado a su máximo exponente con el proyecto urbanístico aprobado por el Ayuntamiento de Huelva que pondrá en peligro la integridad del cabezo de la Joya. Operación autorizada pese a que se localiza dentro de la zona A1 de la Zona Arqueológica de Huelva, inscrita en el Catálogo General del Patrimonio Histórico Andaluz con la categoría de Bien de Interés Cultural.
La documentación archivística ha permitido conocer el proceso de destrucción de los cabezos de Huelva ocupados desde la Antigüedad, comenzando por el desmonte de los del Molino de Viento y del Cementerio Viejo, desaparecidos completamente, así como los rebajes realizados en el de San Pedro y los de La Esperanza, de los que sólo ha quedado una parte. Este proceso continúa en la actualidad con la reciente desaparición de otros cabezos como el del Pino. Se está generando una nueva topografía de la ciudad que poco tiene que ver con la que nuestros antepasados vivieron.
Parte del ajuar encontrado fue en 2009 objeto de sesiones de mantenimiento por parte del Instituto Andaluz del patrimonio.
Parte de los restos arqueológicos fueron expuestos  en el Museo Metropolitano de Nueva York en 2014 como parte de la exposición De Asiria a Iberia en los albores de la Época Clásica. Además el Museo de Huelva dedicó una exposición integra a lo encontrado en la tumba número 17.
En 2019, cuando se estuvo usando el territorio como escombrera, se descubrieron 14 tumbas más.
En 2024, la asociación cultural Arqueo Huelva y la Fundación Atlantic Copper suscribieron un proyecto en el que se reconstruiría el carro tartésico encontrado en la tumba 17.
El 13 de noviembre de 2024 se presentó en el Museo de Huelva el `Proyecto de reconstrucción del Carro Tartésico de la Joya´ que ha llevado a cabo Arqueo Huelva y ha sido patrocinado por la Fundación Atlantic Copper. En dicho acto, se presentó el cartel de la próxima exposición que albergará el Museo de Huelva y que llevará por título ´La Joya: vida y eternidad en Tarteso´. 
Plan urbanístico del Ayuntamiento
En junio de 2021 Teresa Rodríguez, presidenta de Adelante Andalucía, pidió Consejería de Cultura de la Junta de Andalucía que interviniese en el proyecto del consistorio onubense de construir 4 torres de 15 plantas en el lugar. En agosto de 2023 un juez paralizó un proyecto del  que pretendía la construcción de 4 torres de 15 plantas en el lugar. Finalmente el Tribunal Superior de Justicia andaluz anuló el proyecto a finales de año debido al valor patrimonial de la zona.
Mientras se realizaban los estudios geotécnicos para la construcción de las 4 torres fueron encontrados nuevos objetos funerarios.

## Descripción de las tumbas[27][28]
|  | Para más detalles, consultar Descripción de las tumbas |

En la necrópolis de La Joya, al igual que en Carmona, Cruz del Negro, Alcantarilla y  Setefilla, entre otros se presentó una diversidad en la disposición y la forma de las tumbas e incluso en la manera de realizar el mismo rito funerario. Así pues, se puede apreciar la existencia de un triple ritual funerario en los que se usó la cal. Esto hizo que los restos óseos y el ajuar hayan desaparecido o se hayan deteriorado:
- Incineración y lavado posterior de huesos que se recogen en urnas cinerarias o se depositan simplemente: Las formas de estas sepulturas suelen ser pequeños pozos entibados con lajas de pizarras y cuarzos (tumbas 3, 6, 7 y 8) y corresponden a personas de una edad corta. Tienen poco ajuar funerario y de pequeño tamaño colocados unas veces encima y otras debajo del vaso cinerario.
- Incineración in situ, conservándose restos de la pira cineraria: Se trata de sepulcros de mayor tamaño y de forma cuadrangular que contenían abundante y rico ajuar. En ellas el uso de cal es exhaustivo, quizás usado como sustituto o complemento a la leña (tumba 9 y quizás 17).
- Incineraciones en las que depositaron los restos óseos en una urna cineraria para luego colocarlas en tumbas de tamaño y formas variables y que van acompañadas de numeroso ajuar (Tumbas 1, 2, 11, 12 y 16).
- Inhumaciones en sepulturas que suelen ser en fosas: Suelen ir acompañadas de un ajuar rico en cantidad (tumba 9 y 14).
- Inhumaciones con uno o varios cadáveres que parecen haber sido atados o colocados descuidadamente y cuyo ajuar es escaso o nulo. Es el caso de la tumba número 13 entre otras.
- Sepulturas dobles: La tumba 9 tiene restos de inhumación e incineración en la misma. La tumba 19 contiene restos de dos incineraciones. Ambas sepulturas contienen gran cantidad de ajuar.